# Pristimantis euphronides
Pristimantis euphronides är en groddjursart som först beskrevs av Schwartz 1967.  Pristimantis euphronides ingår i släktet Pristimantis och familjen Strabomantidae. IUCN kategoriserar arten globalt som starkt hotad. Inga underarter finns listade i Catalogue of Life.